# Abadia de São Norberto
A Abadia Premonstratense de São Norberto de Jaú é uma importante comunidade religiosa situada na cidade de Jaú, no interior do estado de São Paulo, no Brasil. Fundada oficialmente no ano de 2000, sua história remonta ao final do século XIX, quando os primeiros cônegos da Ordem Premonstratense chegaram ao Brasil, vindos da Abadia de Averbode, na Bélgica, a convite do então bispo de São Paulo, Dom Joaquim Arcoverde de Albuquerque Cavalcanti .

## Origens em Pirapora do Bom Jesus
O início da presença premonstratense no Brasil ocorreu em Pirapora do Bom Jesus. Inspirado pelo Papa Leão XIII, Dom Joaquim solicitou ao abade de Averbode, Dom Gumaro Crets, que enviasse sacerdotes para auxiliar na administração do Santuário do Senhor Bom Jesus de Pirapora e para a construção de um colégio. Atendendo ao pedido, os cônegos Vicente van Tongel e Rafael Goris partiram da Bélgica em 7 de agosto de 1896. Ao chegarem ao Brasil, hospedaram-se no Seminário Diocesano de São Paulo, onde estudaram português, e, em 26 de dezembro de 1896, chegaram a Pirapora.
Em 1897, os cônegos iniciaram a construção do colégio, que mais tarde se tornou o Seminário Menor Metropolitano de São Paulo, ativo de 1905 a 1948. Após essa data, funcionou no local o Seminário Premonstratense, até 1973. Durante esse período, o convento de Pirapora foi o centro da comunidade premonstratense de Averbode no Brasil.

## Expansão para Jaú
A comunidade premonstratense expandiu suas atividades missionárias para outras regiões do Brasil. Em 1901, fundaram o Colégio do Espírito Santo em Jaguarão, no Rio Grande do Sul. No entanto, devido a dificuldades impostas pelas leis que restringiam o ensino particular, a comunidade transferiu-se em 1915 para a cidade de Jaú, a pedido de Dom José Marcondes Homem de Mello, bispo de São Carlos.
Em Jaú, os cônegos assumiram a direção do Atheneu Jauense, instituição que se destacou como um dos principais centros de ensino da cidade. Sob a gestão dos Premonstratenses, o colégio atingiu nível comparável aos melhores do país, como o Colégio Pedro II do Rio de Janeiro. Em 1926, o nome da escola foi alterado para Ginásio Municipal e, em 1948, passou a se chamar Colégio São Norberto, em homenagem ao fundador da Ordem. A instituição funcionou até sua desativação em 1969, sendo durante décadas o único colégio secundário de formação não-técnica em Jaú.

## Outras missões no Brasil
Além de Jaú e Pirapora do Bom Jesus, os premonstratenses também se estabeleceram em outras cidades. Em 1930, a Paróquia de São José, no bairro Jardim Europa, em São Paulo, foi confiada aos cônegos a pedido do arcebispo Dom Duarte Leopoldo e Silva, como forma de reconhecimento pelo trabalho que desempenhavam no seminário metropolitano .
Em 1953, a comunidade foi convidada a atuar em Piracicaba, onde fundaram a igreja de São Judas Tadeu, que se tornou paróquia em 1956, sob os cuidados da ordem .

## Criação do priorado e elevação à abadia
Em 16 de janeiro de 1979, a comunidade de Jaú foi erigida como Canonia independente, sob a dignidade de Priorado de Regimine, dedicada a Nossa Senhora Medianeira de Todas as Graças e São Norberto. O primeiro prelado foi o Cônego Pedro Rodrigues Branco.
No ano 2000, durante o Capítulo Geral realizado em Roma, o priorado foi elevado à dignidade de abadia, adotando o lema “Per crucem ad lucem” (Pela cruz, à luz). O primeiro abade foi o Reverendíssimo Cônego Bonifácio Hartmann, que guiou a comunidade em suas atividades pastorais e religiosas .

## Vida conventual
A vida na Abadia de São Norberto é centrada na oração e no trabalho pastoral. A celebração comum do Ofício Divino e da Missa Conventual é parte essencial da rotina dos cônegos, além de refeições em comum. Os membros da Ordem também se dedicam ao trabalho em paróquias confiadas à comunidade.
A abadia permanece um importante centro de vida religiosa e de serviço pastoral, desempenhando um papel significativo na história religiosa e educacional da região de Jaú e do estado de São Paulo.

## Legado e continuidade
A trajetória da abadia de São Norberto de Jaú reflete a missão da Ordem Premonstratense no Brasil e sua contribuição não apenas no campo espiritual, mas também no desenvolvimento educacional e social. A presença dos cônegos premonstratenses na região continua a marcar a história local, com sua dedicação à vida comunitária, ao serviço pastoral e ao legado cultural e educacional da cidade .